# غراديوس (لعبة فيديو)
غراديوس (بالإنجليزية: Gradius)‏ ، هي لعبة فيديو إلكترونية من نوع شوتم أب ، أنتجها شركة كونامي اليابانية سنة 1985م ، وتعمل على عدة أنظمة ألعاب الفيديو ومنها كومودور 64 وإم إس إكس.

## وصلات خارجية
- Official Konami Mobile Minisite (باليابانية)
- Official Extended Edition Konami Mobile Minisite (باليابانية)
- Official Nintendo Wii Virtual Console Minisite (Famicom) (باليابانية)
- Official Nintendo 3DS eshop Minisite (Famicom) (باليابانية)
- Official Nintendo Wii U Virtual Console Minisite (Famicom) (باليابانية)
- Official Nintendo 3DS eshop Minisite (PC Engine) (باليابانية)
- Official Nintendo Wii U Virtual Console Minisite (PC Engine) (باليابانية)
- Official Nintendo Minisite (بالإنجليزية)
- Gradius على موبي غيمز
- Gradius على موقع القائمة القاتلة لألعاب الفيديو
- GameStone - Gradius Home World
- Gradius Base, an extensive resource on all Gradius games
- Gradius at Arcade Archives Minisite